# Jean-Louis Baud Automobiles
Jean-Louis Baud Automobiles war ein französischer Hersteller von Automobilen.

## Unternehmensgeschichte
Das Unternehmen aus Laon begann 1980 mit der Produktion von Automobilen. Der Markenname lautete Saga. 1994 endete die Produktion.

## Fahrzeuge
Ein Modell war die um 10 % verkleinerte Nachbildung eines Bugatti Type 55 aus dem Jahre 1932. Der Motor war vorne im Fahrzeug montiert und das Getriebe an der Hinterachse, die auch angetrieben wurde. Die Motoren kamen von Alfa Romeo. Eine Quelle nennt einen Hubraum von 2000 cm³ und Leistungen von 130 bis 176 PS. Andere Quellen geben an, dass verschiedene Motoren mit 1300 cm³ bis 2000 cm³ Hubraum zur Wahl standen. Die Karosserie bestand aus Fiberglas.
Das andere Modell war der P 3, eine Nachbildung des Rennwagens Alfa Romeo P 3 aus den 1930er Jahren. Die Basis bildete ein Stahlrohrrahmen. Die Karosserie bestand aus Aluminium und Polyester.